# Jürgen Kretschmer (Sportdidaktiker)
Jürgen Kretschmer (* 20. April 1943 in Bönick) ist ein deutscher Sportdidaktiker.

## Leben
Nach dem Studium des Lehramtes an Volks- und Realschulen von 1963 bis 1967 war er akademischer Oberrat für Erziehungswissenschaft unter besonderer Berücksichtigung der Leibeserziehung von 1972 bis 1983 am Fachbereich Erziehungswissenschaft der Universität Hamburg, wo er von 1983 bis zur Emeritierung 2008 Professor für Erziehungswissenschaft unter besonderer Berücksichtigung der Sportdidaktik war.

## Schriften (Auswahl)
- Grundlagen und Methoden zur Intensivierung des Unterrichtes im Gerätturnen. Erfahrungen, Ergebnisse und Anregungen aus einem pädagogisch-methodischen Experiment mit 11/12jährigen. Schorndorf 1974, OCLC 256680704.
- mit Horst Ehni: Spiel und Sport mit Kindern. Reinbek 1985, ISBN 3-499-17629-7.
- mit Daniel Wirszing: Mole. Motorische Leistungsfähigkeit von Grundschulkindern in Hamburg. Abschlussbericht zum Forschungsprojekt. Hamburg 2007, ISBN 978-3-00-023686-0.